# Affaire Bernard Rouhalde
 (novembre 2019).
L'affaire Bernard Rouhalde est une affaire criminelle française ouverte après la mort de Françoise Ferreyrolles, le 26 novembre 1991, à Clermont-Ferrand, par un commando mafieux calabrais. L'enquête révèle que l'assassinat a été commandité par son mari Bernard Rouhalde avec la complicité d'une amie, Christiane Seguin. 

## Faits
À la suite d'une procédure de divorce où Françoise Ferreyrolles demandait une prestation compensatoire de 550 000 francs à son mari ainsi qu'une pension alimentaire d'une valeur de 8 000 francs, Bernard Rouhalde va engager par l'intermédiaire de Salvatore Caruso, trois meurtriers de la mafia calabraise dans le but d'abattre son ex-femme.
Afin de préparer le meurtre, il va inviter les trois tueurs à gages chez une amie, Christiane Seguin, une femme veuve de soixante ans dans un petit village d'Auvergne de trois cents habitants.
Christiane Seguin est accusée d´avoir hébergé chez elle, puis conduit sur les lieux de leur crime, le commando de tueurs venus d'Italie pour exécuter Françoise Ferreyrolles.
Le 26 novembre 1991, le tueur assassine madame Ferreyrolles à l'aide d'un Beretta muni d'un silencieux. L'exécutant tire quatre balles, trois dans la tête, et une dernière dans le poumon.
Elle sera retrouvée morte dans l'entrée du petit pavillon qu'elle occupait alors avec ses deux enfants de quatorze et seize ans.

## Enquête
La première hypothèse de l'enquête fut fausse, se basant sur une autre histoire criminelle, mais rapidement les enquêteurs vont se concentrer sur l'hypothèse du divorce à l'origine de contentieux.

### Hypothèse première de Fabio Franscico Filho
Une première piste est suivie par les enquêteurs : le suspect  est Fabio Franscico Filho, un lycéen de Vichy, ayant déjà tué trois personnes. Il s'avérera qu'il n'était pas à l'origine de l'assassinat de Françoise Ferreyrolles.

### Hypothèse seconde du divorce
Les enquêteurs se renseignent sur la vie privée de la victime, ce qui les conduit sur la piste de son mari : un différend financier, dans le cadre d'un divorce houleux, s'était installé entre eux.

### Coup de théâtre dans l'enquête par le témoignage de Salvatore Caruso
Salvatore Caruso, l'homme qui avait recruté les tueurs à gages au bénéfice de Bernard Rouhalde, prit la décision d'apporter son témoignage aux enquêteurs à la condition d'avoir une protection policière, grâce au statut  des repentis, ainsi qu'une compensation financière. 
Il expliquera son rôle dans le déroulement du crime, ainsi que celui de Bernard Rouhalde, de Christiane Seguin, des trois mafieux, et donnera des informations sur la guerre entre deux organisations mafieuses responsables de 32 morts.
Il expliquera que le parrain dirigeant les trois tueurs à gages aurait accepté la requête de Bernard Rouhalde en échange de 110 millions de lires, soit 375 000 francs (environ 85 000 euros). Cet argent devait permettre à la mafia d'acheter des Kalachnikov et des missiles,.

## Eléments à charge contre les suspects

### Contre Christiane Seguin
Les tueurs de Calabre ont témoigné que Christiane Seguin leur avait donné l'arme du crime (Beretta, 7,65 mm). 
La police a retrouvé dans son armoire l'étiquette jaune d'une boîte de cartouches de 7,65mm.
Elle a hébergé pendant trois jours les trois « touristes » italiens.
Ils lui ont confié le jour du meurtre un paquet qui ressemblait fort à un pistolet.
Elle les a conduits à 500 mètres du lieu du crime.
Salvatore Caruso a témoigné qu'elle était au courant de la préparation du crime.
Lors du procès, Christiane Seguin n'a cessé de nier les faits.

### Contre Bernard Rouhalde
Un mobile possible était le différend financier entre la victime et son ex-mari en instance de divorce.
Le témoignage de Salvatore Caruso, qui fut chargé de recruter les trois tueurs à gages pour le compte de Bernard Rouhalde, désignait le mari comme responsable de la demande d'assassinat.

### Contre les trois tueurs à gages
Ils sont considérés comme de « dangereux criminels » par la police italienne.
Ils auraient été impliqués dans de nombreux assassinats.

## Sentences rendues à l'égard des protagonistes
Les tueurs à gages italiens ont été jugés en Italie.
Antonio Sorrento, le tireur de 27 ans, est condamné à la perpétuité.
Ses deux complices (Santo Asciutto et Roberto Reitano), du même âge, écopent respectivement de 24 et 23 ans de réclusion criminelle.
Salvatore Caruso, le recruteur des tueurs à gages, est condamné à 10 ans de réclusion criminelle.
Son témoignage lui apporta une protection judiciaire en échange, ce qui lui valut le surnom du « mort qui marche », en référence à l'énorme risque de vengeance de la part de la mafia.
Le mari, Bernard Rouhalde, considéré comme l'instigateur de l'assassinat, dix-huit mois après le meurtre de son ancienne femme, est retrouvé pendu dans sa cellule en Italie, le 7 mars 1993.
Christiane Seguin est condamnée en mai 1998 à 16 ans de réclusion criminelle par la Cour d'assises du Puy-de-Dôme, malgré sa dénégation des faits reprochés ; elle ne fait pas appel de sa condamnation. Elle meurt en 2006.

## Documentaires télévisés
- « Bernard Rouhalde, Le mari, la mafia, la mamie » le 1er mai 2011 dans Faites entrer l'accusé présenté par Christophe Hondelatte sur France 2.
- « Meurtre à l'italienne » (deuxième reportage) dans « ... à Clermont-Ferrand » le 3, 10 et 18 mars 2014, 22 et 29 juin 2015 et 7 juillet 2015 dans Crimes sur NRJ 12.

## Émission radiophonique
- « Le mari, la mamie et la mafia » le 7 avril 2015 dans L'Heure du crime de Jacques Pradel sur RTL.